# Mission Inn
Le Mission Inn, exploité commercialement sous le nom The Mission Inn Hotel & Spa, est un hôtel historique du centre-ville de Riverside en Californie (États-Unis). 
Même si l'ensemble est un mélange de plusieurs styles architecturaux, il est généralement considéré comme l'un des bâtiments les plus notables du renouveau du style architectural des missions (en référence aux missions espagnoles de Californie) aux États-Unis. Il est classé National Historic Landmark, California Historical Landmark et inscrit sur le Registre national des lieux historiques.

## Histoire
Les bâtiments datent de 1876. Les premiers murs sont érigés par la famille Miller, originaire de Tomah au Wisconsin. Chistophe Colomb Miller est ingénieur civil. Il conçoit un système de distribution des eaux à Riverside, où il bâtit une auberge qui sera rapidement reprise par son fils. En 1903, pour répondre au boom des chemins de fer et du tourisme de plaisance qui se développe, la première aile de l'hôtel ouvre ses portes. Le bâtiment a ensuite grandit graduellement et selon les voyages en Europe et en Asie qui ont influencé Miller. En 1931, tous les bâtiments composant aujourd'hui l'hôtel ont été bâtis. En 1956, l'hôtel est racheté par Benjamin Swig, propriétaire du Fairmont San Francisco. Ce dernier tente de financer la relance de l'hôtel en vendant plus de mille œuvres qu'il contenait, en vain. En 1969, un groupe de résidents de Riverside créent l'association Friends of the Mission Inn pour gérer l'hôtel et développer un programme de conservation culturel. En 1976, l'agence de développement de la ville rachète l'hôtel, qui devient National Historic Landmark en 1977.
Après 9 ans d'inactivité de l'hôtel, la ville le revend à un fonds privé qui ferme les lieux en juin 1985 pour entamer un projet de rénovation de $50 millions. Le projet de rénovation échoue financièrement. En 1992, un homme d'affaires de la région, Duane Roberts, rachète et rouvre l'hôtel.

## Description
Le Mission Inn compte 238 chambres. Parmi les éléments architecturaux exceptionnels, l'hôtel compte un dôme, une tour horloge, une rotonde de cinq étages à ciel ouvert, un escalier circulaire... Ses éléments architecturaux sont empreints de 21 des missions espagnoles de Californie. 

## Galerie

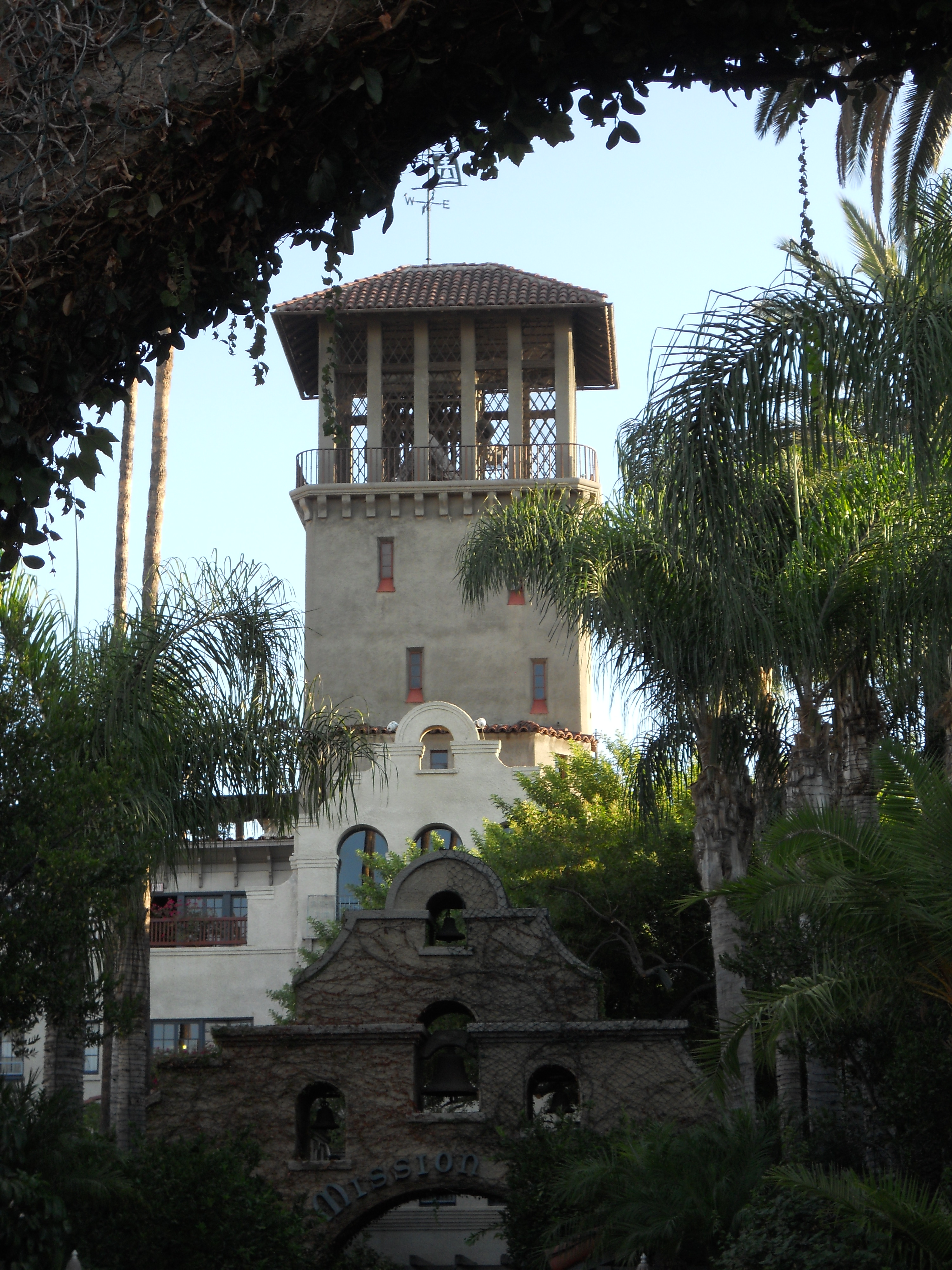
Vue frontale de l'entrée
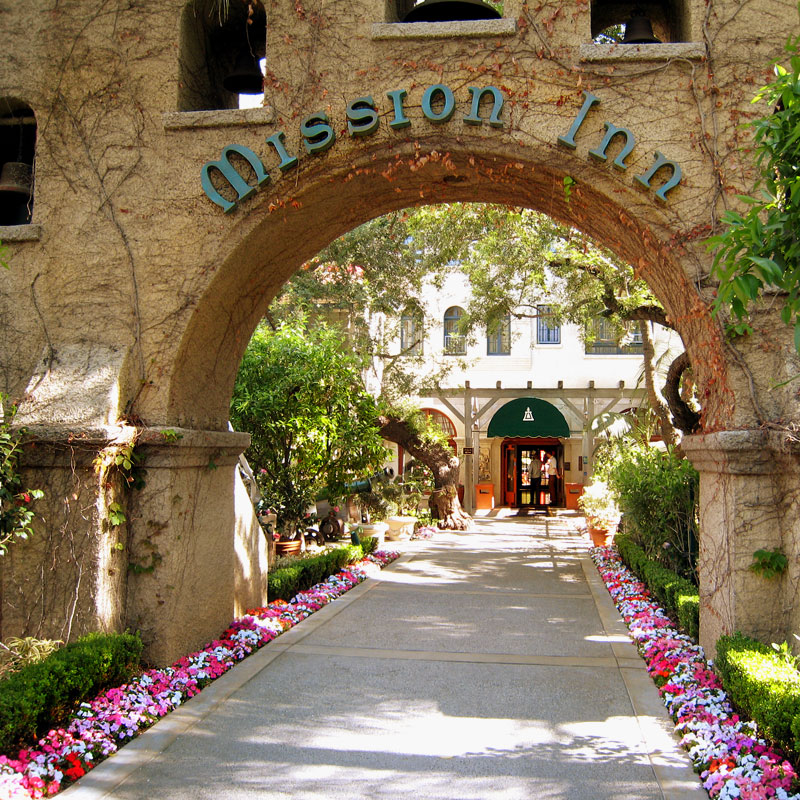
Entrée du Mission Inn
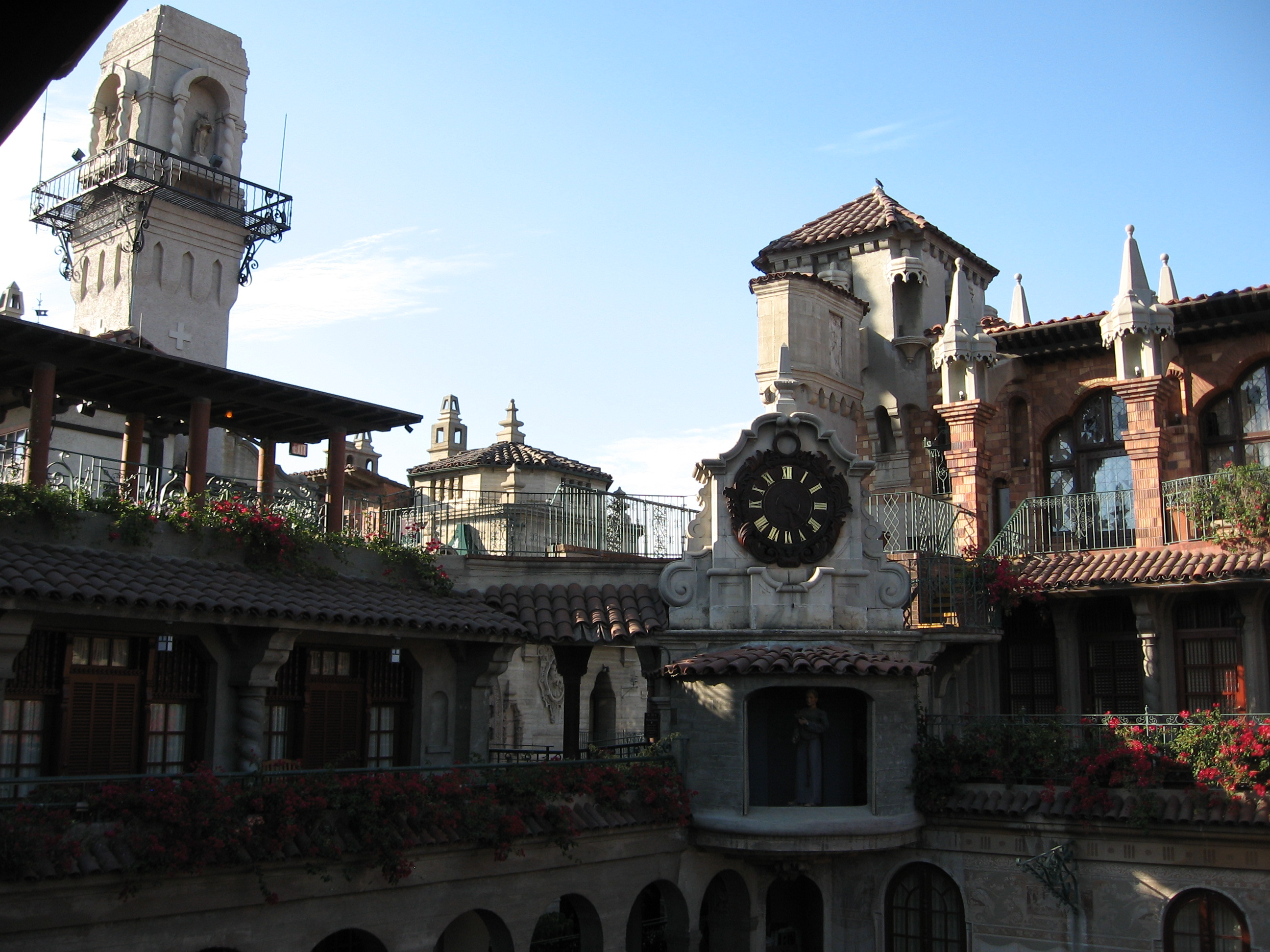
Horloge du Mission Inn
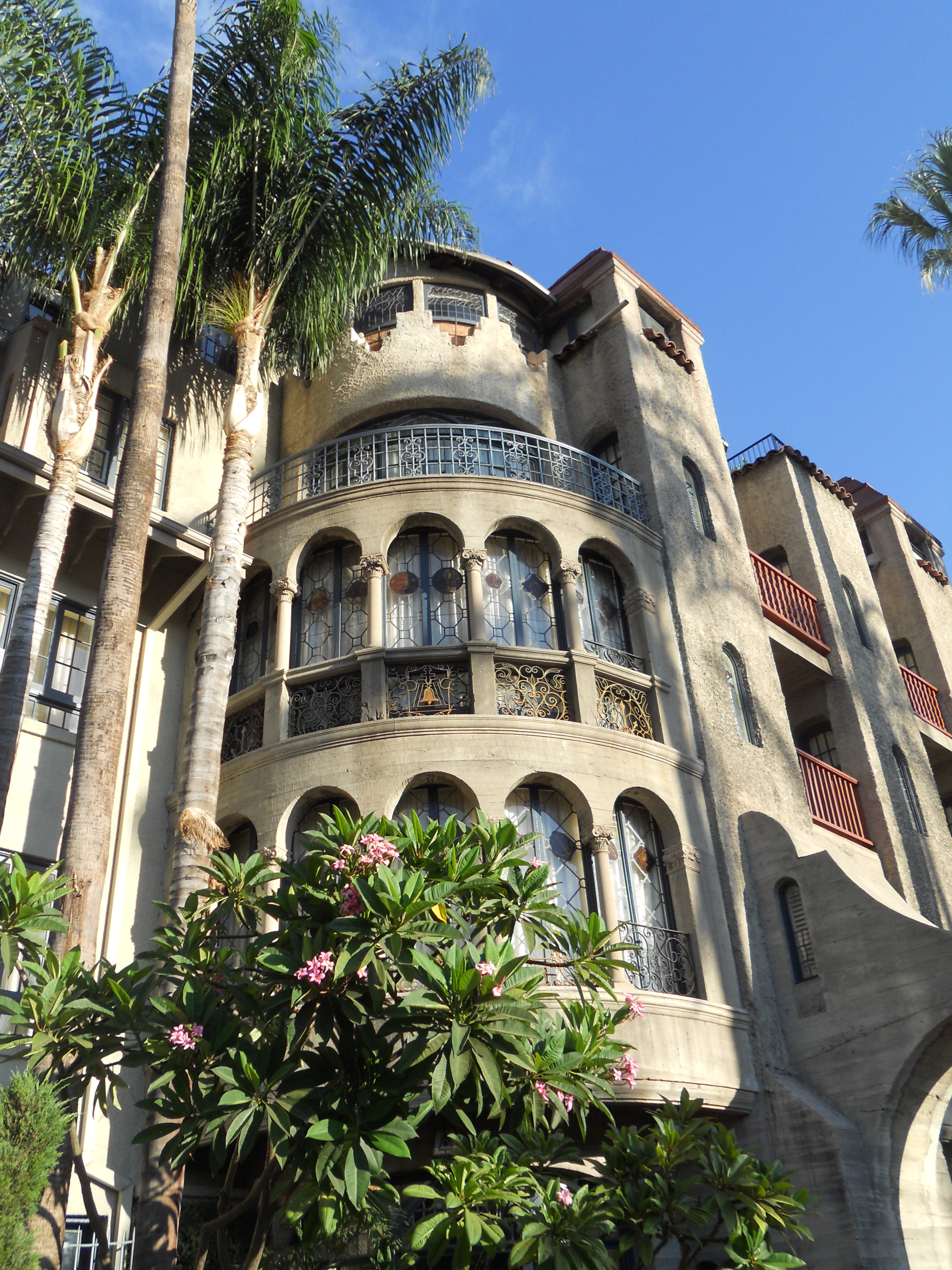
Détails architecturaux de la face est
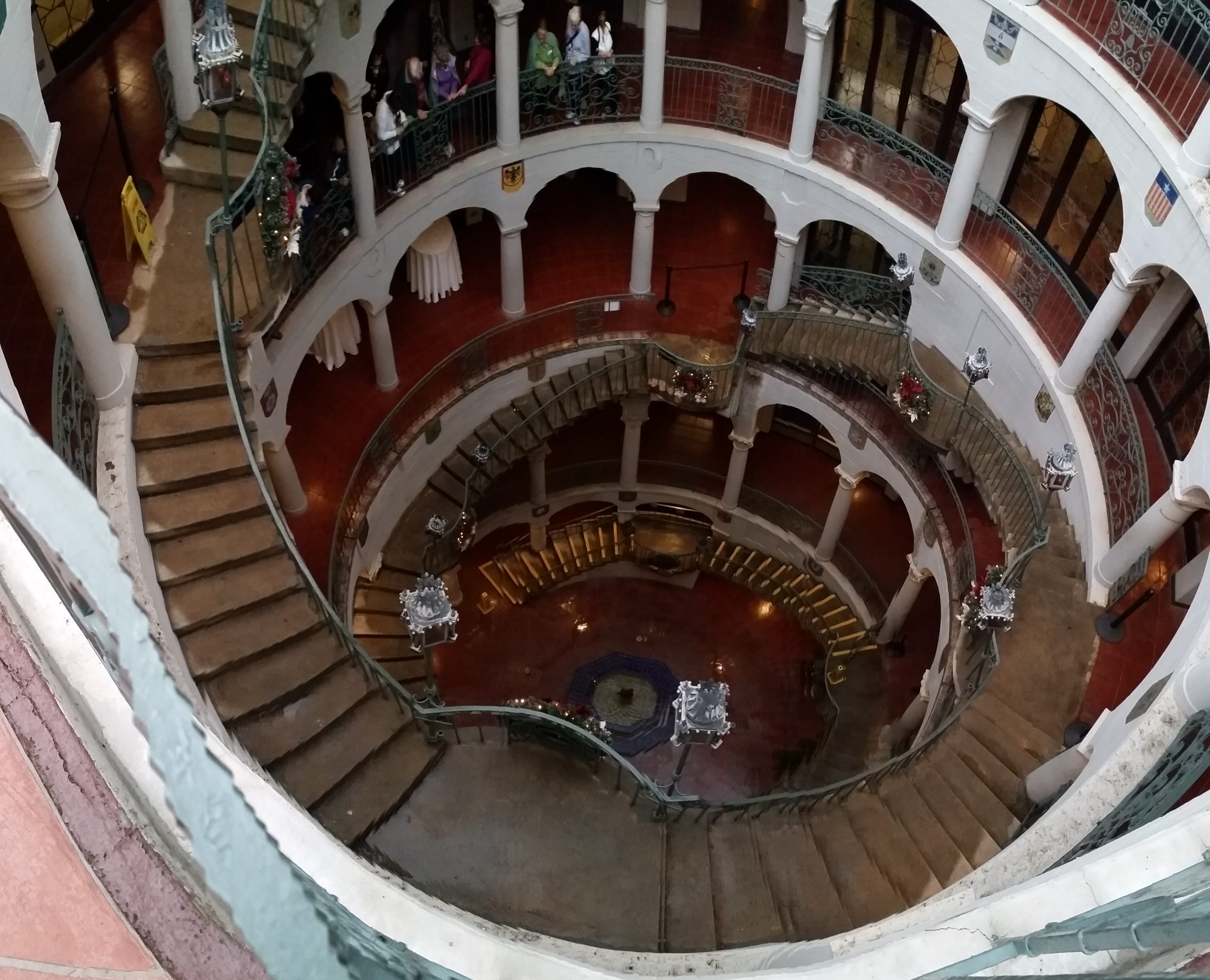
Intérieur du Mission Inn
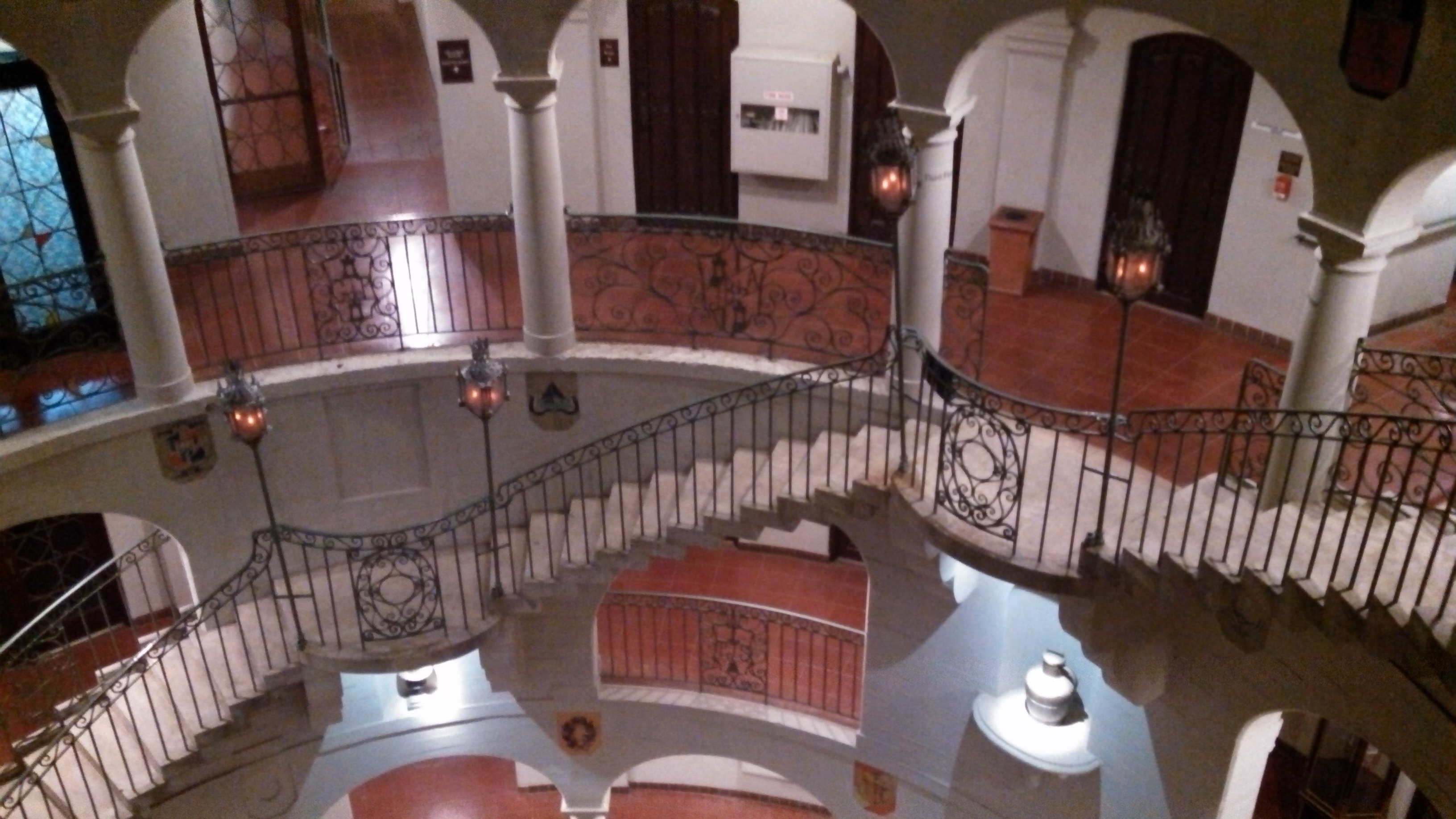
Escalier intérieur